# الإدارة العامة للتحريات المالية (السعودية)
الإدارة العامة للتحريات المالية، (SAFIU)، (بالإنجليزية: Saudi Arabia Financial Investigation)‏، هي إدارة عامة تابعة لرئاسة أمن الدولة السعودية. ومهمتها الأساسية تلقي البلاغات عن المعاملات المالية المشبوهة وتحليلها وإعداد التقارير عنها وإحالتها للجهات المختصة، ومن ثم حفظها بقاعدة البيانات، كما تقوم بتبادل المعلومات مع الجهات ذات العلاقة داخل المملكة وخارجها بهدف مكافحة غسل الأموال وتمويل الإرهاب، أنشئت في 6 شعبان 1426هـ، استناداً للمادة الحادية عشرة من نظام مكافحة غسل الأموال. ومقرها الرئيسي مدينة الرياض.

## النشأة
أنشئت الإدارة العامة للتحريات المالية استناداً للمادة الحادية عشرة من نظام مكافحة غسل الأموال. وباشرت أعمالها اعتبارًا من 6 شعبان 1426هـ، وكانت قضايا غسل الأموال وتمويل الإرهاب تعالج من قبل لجان مشكلة من عدة جهات حكومية ونظراً لتطور وانتشار الجرائم المنظمة والتي تؤثر على أمن واقتصاد الدول فقد صدر نظام مكافحة غسل الأموال بالمرسوم الملكي رقم م/39 بتاريخ 25 جمادى الثاني 1424هـ، والمتضمن في المادة الحادية عشرة منه إنشاء وحدة لمكافحة غسل الأموال تسمى «وحدة التحريات المالية»..

## الأنظمة واللوائح
- نظام مكافحة غسل الأموال
- نظام مكافحة المخدرات والمؤثرات العقلية
- نظام مراقبة البنوك
- نظام مكافحة التستر
- النظام الجزائي على تزوير وتقليد النقود
- نظام الاستثمار الاجنبي
- نظام السياسة التجارية الموحدة لدول مجلس التعاون
- نظام مكافحة غسل الأموال ولائحته التنفيذية
- قواعد مكافحة غسل الأموال وتمويل الإرهاب لشركات التأمين
- قواعد مكافحة غسل الاموال وتمويل الإرهاب مؤسسة النقد
- قواعد مكافحة غسل الاموال وتمويل الإرهاب الصادر عن هيئة السوق
- الدليل الاسترشادي لمكافحة غسل الاموال ـ وزارة التجارة

## إنجازات في مكافحة جريمة غسل الأموال وتمويل الإرهاب
استشعاراً من المملكة بأهمية القضاء على الجرائم المالية، والتي أصبحت تشكل مصدر قلق عالمي، وتؤثر على أمن واقتصاد كثير من الدول، فقد حرصت على سن الأنظمة والتشريعات التي تسهم في القضاء على هذه الجريمة.
وفيما يلي بعضاً من الجهود التي قامت بها المملكة لمكافحة غسل الأموال وتمويل الإرهاب.:
- الموافقة على تطبيق التوصيات الأربعين لمكافحة عمليات غسل الأموال الصادرة من فريق العمل المالي (FATF) عام 1990م، والتوصيات التسع الخاصة بمكافحة تمويل الإرهاب.
- إنشاء وحدات غسل أموال في مؤسسة النقد العربي السعودي (البنك المركزي)، وفي جميع البنوك المحلية، مهمتها التأكد من عدم استغلال النظام المصرفي في عمليات غسل الأموال، وإبلاغ الجهات المختصة في حال الاشتباه.
- إصدار دليل قواعد ونظام مكافحة عمليات غسل الأموال وتمويل الإرهاب.
- تطبيق مبدأ «اعرف عميلك» في المؤسسات المالية وغير المالية.
- إنشاء لجنة دائمة لمكافحة غسل الأموال مكونة من ممثلين من عدد من الجهات الحكومية لدراسة كل المواضيع المتعلقة بغسل الأموال.
- تحديث وتطوير أجهزة الأمن وكل الأجهزة الأخـرى المعنية بمكافحة غسل الأموال وتمويل الإرهاب.
- دعم وتشجيع الدراسات والبحوث الأمنية المتخصصة في مجـال مكافحة غسل الأموال وتمويل الإرهاب.
- تنفيذ القرارات الدولية الصادرة عن مجلس الأمن ذات الصلة بمكافحة غسل الأموال أو تمويل الإرهاب.
- تعميم القوائم الصادرة من الأمم المتحدة لتجميد الأصول المالية، واتخاذ الإجراءات الفورية نحو تجميد أصول من ترد أسماؤهم في تلك القوائم، في حال وجود أية حسابات أو أرصدة للأشخاص أو الهيئات الواردة في تلك القوائم.
- صدور نظام مكافحة غسل الأموال بموجب المرسوم الملكي رقم م/39 بتاريخ 25 جمادى الثاني 1424هـ وما ورد بمادته الحادية عشرة من إنشاء (وحدة التحريات المالية).
- اجتياز المملكة للتقييم المشترك من فريق العمل المالي (FATF) أثناء اجتماع الفريق في باريس في فبراير 2004م.
- نظمت المملكة المؤتمر الدولي الأول لمكافحة الإرهاب، وذلك خلال الفترة من 25 إلى 28 من شهر ذي الحجة 1425هـ الموافق من 5 إلى 8 فبراير 2005م في مركز الملك عبد العزيز الدولي للمؤتمرات في مدينة الرياض بمشاركة أكثر من 50 دولة عربية وإسلامية وأجنبية، إلى جانب عدد من المنظمات الدولية والإقليمية والعربية، ونوقشت في المؤتمر العلاقة بين الإرهاب وغسل الأموال وتجارة المخدرات من خلال ورشة العمل الثانية«إحدى ورش العمل التي شكلت خلال المؤتمر»، وبمشاركة كل من: تونس وأوكرانيا وأفغانستان والولايات المتحدة الأمريكية والمملكة العربية السعودية واليمن والسودان وبلجيكا وروسيا الاتحادية وقطر وكينيا وسنغافورة، وبرئاسة بلجيكا.
- صدور اللائحة التنفيذية لنظام مكافحة غسل الأموال.
- الموافقة على إنشاء (وحدة التحريات المالية) بموجب الأمر السامي الكريم رقم 6041 وتاريخ 30 ربيع الثاني 1426هـ، واعتبار بدء عملها من 6 شعبان 1426هـ.
- قامت المملكة بجهود مثمرة لمكافحة الإرهاب في إطار مجلس التعاون لدول الخليج العربية والإطار العربي والإسلامي، ومن ذلك توقيعها على اتفاقية دول مجلس التعاون لدول الخليج العربية لمكافحة الإرهاب 2004م، ومادقتها على الاتفاقية العربية لمكافحة الإرهاب عام 1998م، إضافة إلى مصادقتها على معاهدة منظمة المؤتمر الإسلامي لمكافحة الإرهاب الدولي عام 1999م، كما أنها تعمل بالتعاون والتنسيق مع الدول الخليجية والعربية والإسلامية لمواجهة ومكافحة الإرهاب.
- التعاون والتنسيق مع العديد من الدول الشقيقة والصديقة في مجال مكافحة غسل الأموال وتمويل الإرهاب.
- تأييد جميع الجهود التي يبذلها المجتمع الدولي، ومنها تنفيذ قرارات مجلس الأمن ذات الصلة بمكافحة غسل الأموال أو تمويل الإرهاب.
- المشاركة في عدد من الندوات والمؤتمرات المتعلقة بمكافحة غسل الأموال وتمويل الإرهاب داخلياً وخارجياً.

## وصلات خارجية
- وزارة الداخلية السعودية - الموقع الرسمي
- الإدارة العامة للتحريات المالية برئاسة أمن الدولة